# Ob (cheval)
Pour les articles homonymes, voir OB.
L'Ob, ou Priob, est une race de poneys originaire du district autonome du Khantys-Mansis, situé dans l'Ouest de la Sibérie, en Russie. D'apparence grossière, il est rustique et très résistant au froid, comme la race voisine du Iakoute. Il est surtout utilisé comme poney de traction, et a influencé la race de l'Estonien. 
Devenu rare, avec moins de 1 000 sujets répertoriés en 1988, ce petit cheval est menacé de disparition.

## Dénomination
En russe, cette race est nommée priobskaïa, ou encore Ostiak-Vogoul. « Ob » est le nom anglais. La race est répertoriée sous le nom de « Priobskaïa » (qui est considéré comme le nom international le plus commun) sur DAD-IS, mais sous celui de « Ob Pony » (poney de l'Ob) dans d'autres publications internationales. Le guide Delachaux (2014 et 2016) retient la graphie « Priob ».

## Histoire

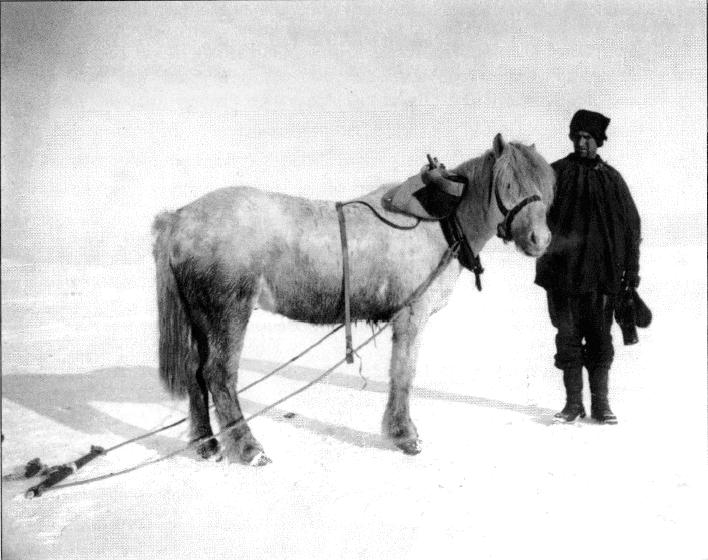
« Poney sibérien » de l'expédition Terra Nova, pouvant être un Ob.

Les premières recherches sur l'Ob remontent à 1936. Il a été croisé avec des chevaux de trait russes et des trotteurs, mais sans effet notable sur son modèle.
En 1950, la race de cheval « Priobsk » est incluse dans l'exposition du pavillon de Sibérie de l'Exposition des réalisations de l'économie nationale, dans la section de la région de Tioumen.
En 1988, un relevé de population transmis à la FAO fait état d'un cheptel situé dans une fourchette de 100 à 1 000 chevaux. En 1995, la World Watch List for Domestic Animal Diversity éditée par la FAO inclut l'Ob aux races rares.

## Description
L'Ob appartient au groupe des poneys du Nord de la Russie, et présente une apparence similaire à celle des poneys Narym et Iakoute. Cheval de travail rustique, il est donc proche du Iakoute, mais davantage typé pour la traction. Il mesure de 1,32 m à 1,42 m selon l'étude de l'université d'Oklahoma (2007) et CAB International (2016), de 1,30 m à 1,40 m selon le guide Delachaux, qui cite une moyenne d'1,36 m chez les mâles et d'1,32 m chez les femelles. 
La taille est réduite, mais le tronc est particulièrement solide et le squelette, bien développé. La tête est grossière, de taille moyenne, souvent dotée d'un profil romain (convexe),. L'encolure est courte et épaisse. L'épaule est courte et inclinée, le poitrail large et le garrot peu sorti. Le dos, long, est souvent droit ou carpé (convexe). La croupe est inclinée. Les jambes sont courtes et solides, terminées par des sabots larges et plats, adaptés aux terrains marécageux. La peau est épaisse, crinière et queue sont fournies.

### Robes
Ce poney peut porter des robes très variées, mais le cas le plus fréquent est l'expression du gène Dun, incluant le bai dun et le souris. On trouve également du bai, très généralement avec des marques primitives telles qu'une raie de mulet, une bande scapulaire et des zébrures sur les membres,,.

### Tempérament et entretien
La race est très fertile et de longue durée, puisque ces poneys travaillent couramment jusqu'à l'âge de 18 ou 20 ans. L'Ob affronte un climat très rigoureux, entraînant de fréquents manques de nourriture. Il est réputé robuste et résistant. Il accumule des réserves de graisse durant l'été, afin d'affronter la mauvaise saison.

## Utilisations
L'Ob sert surtout de poney de traction légère. Il était historiquement attelé à des chargements de poisson et de marchandises diverses. Il est également bâté l'hiver, et mis au travail de débardage forestier,. L'été, les habitants laissent généralement les poneys libres de tout travail, afin qu'ils puissent se nourrir le long des rives fluviales fertiles.
L'Ob a influencé la race de l'Estonien.

## Diffusion de l'élevage

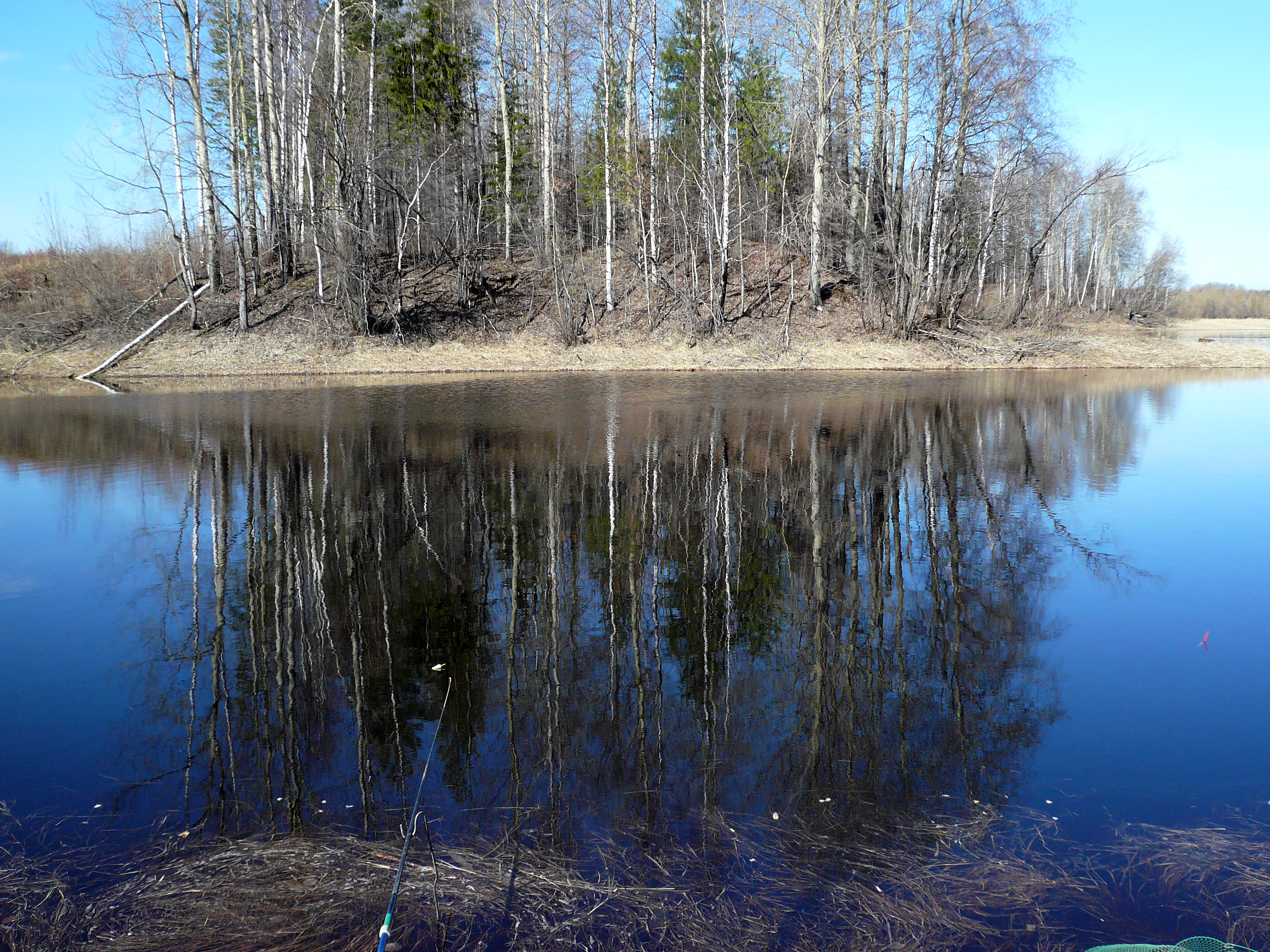
Biotope typique du Khanty-Mansiïsk.

Le berceau d'élevage se situe dans le Khanty-Mansiïsk, dans les vallées du fleuve Ob et de l'Irtych, d'où son . Ce poney s'adapte mal aux zones de forêt du Nord de la région. L'élevage équin ne fait pas partie des principales pratiques d'élevage du Khanty-Mansiïsk, plutôt orienté vers celui des bovins, des cervidés, et d'animaux à fourrure.
L'Ob est considéré comme une race rare. L'évaluation des menaces sur les races de chevaux du monde menée par la FAO en 2007 le cite colmme race en danger d'exinction (statut « D »), endangered. L'étude menée par l'Université d'Uppsala, publiée en août 2010 pour la FAO, signale aussi l'Ob comme race locale européenne menacée d'extinction.